# Ellery Sprayberry
Ellery Sprayberry, née le 26 octobre 2000 à Houston au Texas, est une actrice américaine. Elle est surtout connue pour son rôle dans Wakefield et Les Feux de l'amour.

## Biographie
Sprayberry est né le 26 octobre 2000 à Houston, au Texas, de Carl et Dana Muse Sprayberry. Elle a un frère aîné, Dylan Sprayberry.

## Filmographie

### Cinéma
- 2008 : Soccer Mom : Kelci Handler
- 2009 : Lié par un secret (Bound by a Secret) : Lila
- 2010 : Shrek 4 : Il était une fin (Shrek Forever After) : Groupe ADR (voix)
- 2010 : Bedrooms : Daisy
- 2011 : L'Âge de glace : Un Noël de mammouths (Ice Age: A Mammoth Christmas) : Voix supplémentaires
- 2012 : The Butterfly Room (en) : Julie
- 2013 : Hunger Games : L'Embrasement (	The Hunger Games: Catching Fire) : Artiste voix ADR
- 2014 : Cry of the Butterfly : Kate
- 2015 : Cœur de bronze (The Bronze) : Hope Ann (jeune)
- 2016 : Wakefield : Giselle
- 2018 : A Father's Nightmare : Katie

### Télévision
- 2007 : Dr House (House M.D.) : Girl
- 2007 : Private Practice : Sasha
- 2007 : Les Experts : Miami (CSI: Miami) : Megan Lambert
- 2007 : Journeyman : Caroline Vasser
- 2008 : Esprits criminels (Criminal Minds) : Chelsea Robinson
- 2009 : Brothers and Sisters : Girl
- 2009 : Pushing Daisies : Olive (jeune)
- 2009 : Forgotten (The Forgotten) : Claire Morse
- 2009 : Mentalist (The Mentalist) : Gail Hines
- 2010 : The Event : Abby Stern
- 2011 : The Cape : Blonde Girl
- 2011 : Les Feux de l'amour (The Young and the Restless) : Piper Welch
- 2012 : The Joey & Elise Show : elle-même / actrice
- 2013 : Back in the Game : Danica
- 2015 : About a Boy : Becky
- 2016 : Baskets : Kelly
- 2017 : Teen Wolf : Tierney
- 2020 : The Left Right Game : Myra
- 2022 : First Love : Haley Cook

### Podcast
- 2020 : The Left Right Game : Myra